# Franz Kessler (Maler)
Franz Kessler, Schreibweise teilweise auch Frantz Keßler, Franz Keßler, Frantz Kessler, François Keslar oder Franciscus Keßler (* um 1580 in Wetzlar; † um 1650 in Danzig) war ein Maler, Gelehrter, Erfinder und Alchemist im Heiligen Römischen Reich.
Er schrieb unter anderem das Buch Unterschiedliche bisshero mehrern Theils Secreta oder Verborgene geheim Künste
über das Erstellen von Codes für verschlüsselte Nachrichten, das in Oppenheim im September 1616 publiziert wurde.

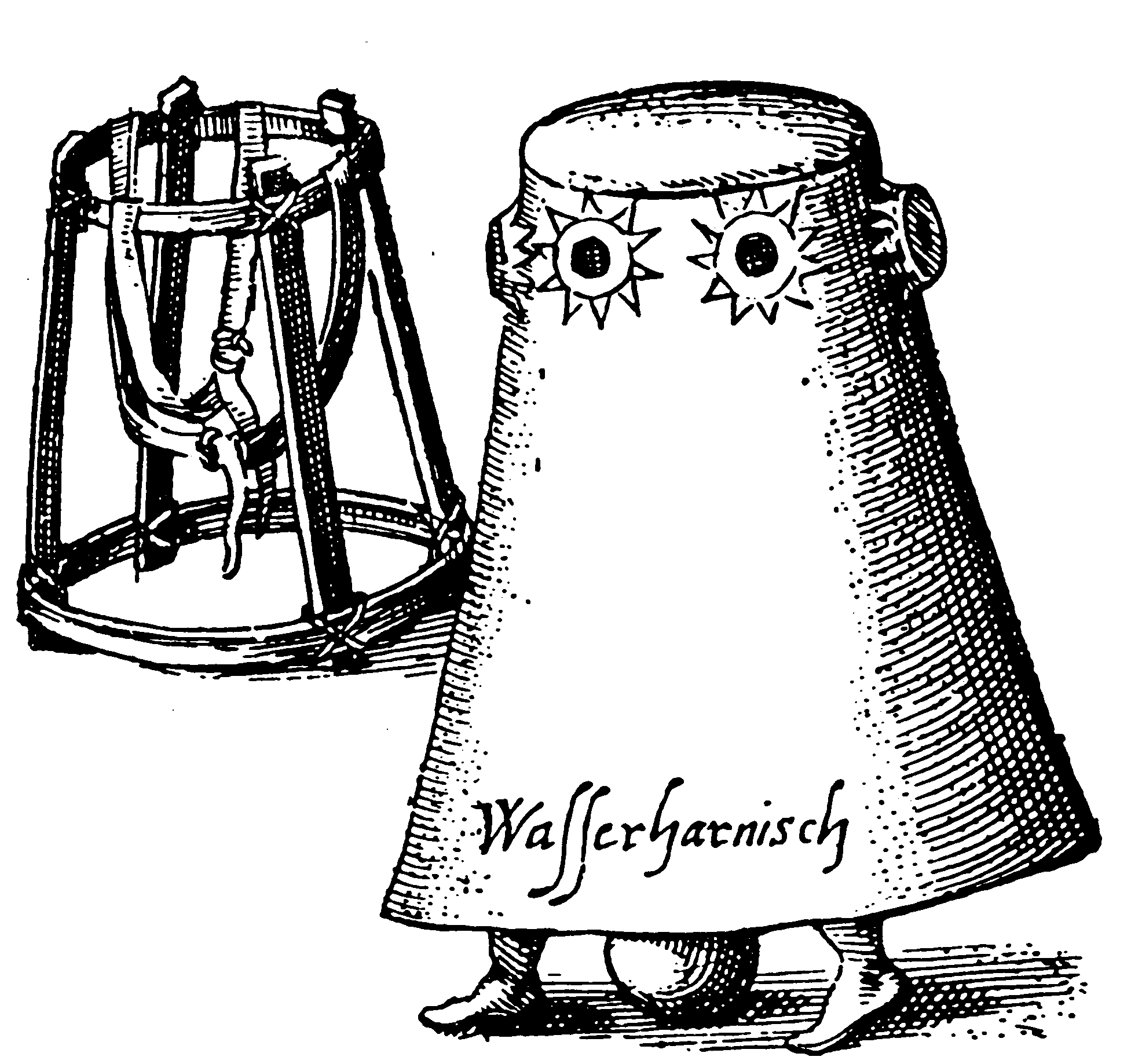
Der Wasserharnisch (Taucherglocke) von Franz Kessler, 1616

In demselben Jahr publizierte er eine Konstruktionsskizze für eine Taucherglocke für einen Mann. Berechnungen ergeben jedoch, dass sie nicht funktionsfähig war. Die Idee einer beweglichen Einmann-Taucherglocke mit versetzbaren Ankergewichten wurde 1860 von dem Wiener Maler Eugen von Ransonnet-Villez aufgegriffen.
Sein Werk Holzsparkunst von 1618 beschäftigt sich mit der Verbesserung der Heizleistung von Kachelöfen und wurde im Folgejahr auch in Frankreich veröffentlicht.

## Schriften (Auswahl)
- Von Sonnenuhren. Das Erste Neuw, Zuvor niemals gesehene Fundament. Franckfurt am Mayn 1. August 1605 (142 S., google.de [abgerufen am 5. August 2022]).
- Unterschiedliche bisshero mehrern Theils secreta oder Verborgene geheim Künste. Oppenheim 1616 (80 S.).[3]
- Holzsparkunst. 1618.[2]